# Aleurites
Aleurites és un gènere de plantes euforbiàcies. Consta de 23 espècies descrites i només de 2 acceptades. Es troba en les regions tropicals i subtropicals asiàtiques, el Pacífic i Amèrica del Sud.

## Descripció
Són arbres monoics perennifolis o semiperennifolis que arriben a fer 15-40 m d'alt.
L'oli de les seves llavors s'ha usat com parafines, lubricant o com component de vernissos, sabons i pintures. Després d'eliminar-ne les substàncies tòxiques també s'ha usat el seu oli com oli comestible.

## Taxonomia
Aquest gènere va ser descrit per J.R.Forst. i G.Forst. i publicat a Characteres Generum Plantarum 111, pl. 56. 1775. L'espècie tipus és: Aleurites triloba
- Aleurites moluccana (L.) Willd.
- Aleurites rockinghamensis (Baill.) P.I.Forst.